# Murdock, Minnesota
Murdock là một thành phố thuộc quận Swift, tiểu bang Minnesota, Hoa Kỳ. Năm 2010, dân số của thành phố này là 278 người.

## Dân số
- Dân số năm 2000: 303 người.
- Dân số năm 2010: 278 người.